# Radmanóc
Radmanóc románul: Rădmănești, falu Romániában, a Bánságban, Temes megyében.

## Fekvése
Lippától délkeletre fekvő település.

## Története
Radmanóc nevét 1440-ben említette először oklevél Radmanocz, in comitatu Arad formában. 1454-ben Radfalva. Suggya Temes vármegye tartozéka. 1477-ben Radmanowcz Solymos vár 24. tartozéka volt.
1851-ben Fényes Elek írta a településről: „Krassó vármegyében, 6 katholikus, 715 óhitű lakossal, anyatemplommal. Földesura a Halász nemzetség.”
A trianoni békeszerződés előtt Krassó-Szörény vármegye Bégai járásához tartozott. 1910-ben 697 román lakosa volt.

## Források

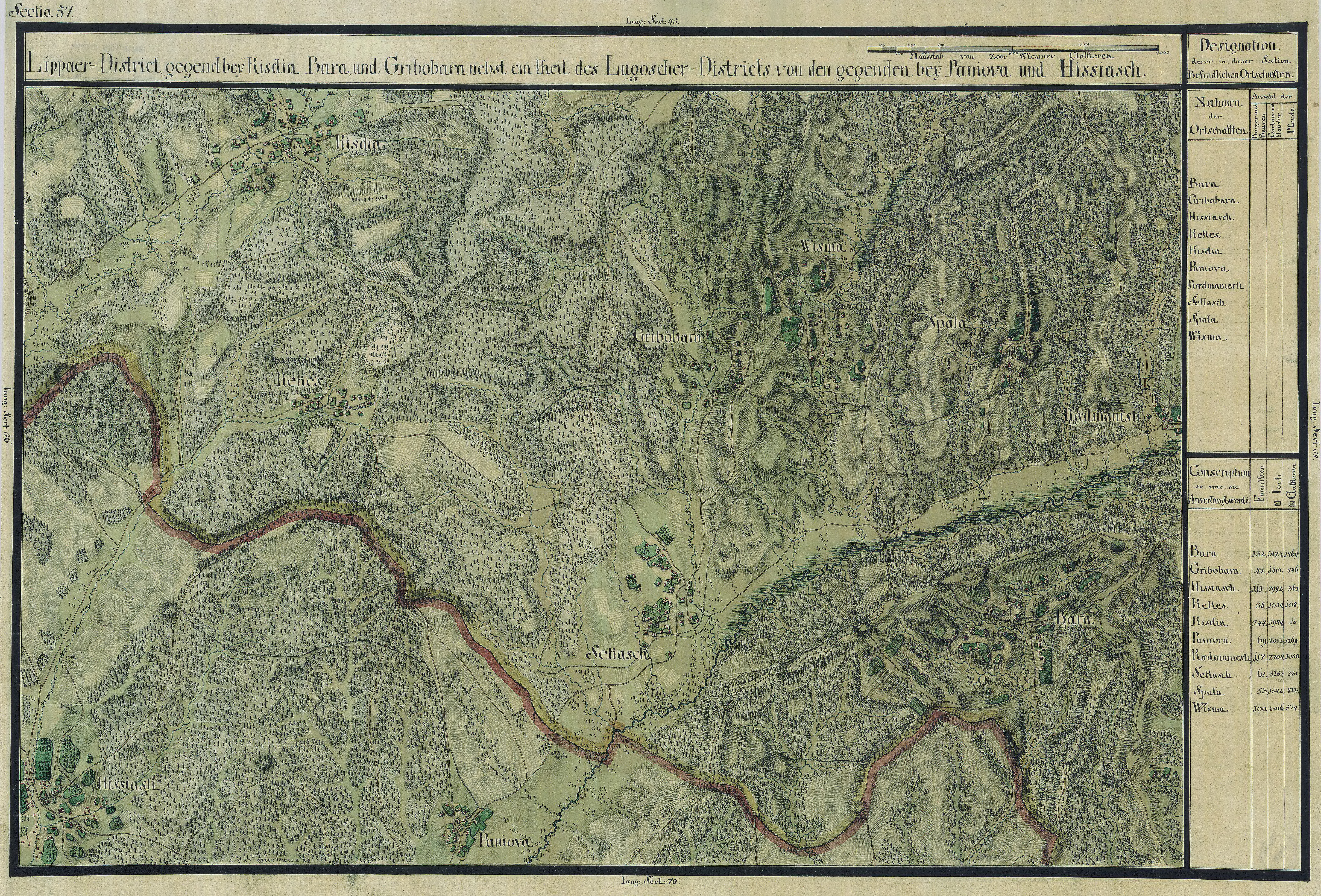
Radmanóc egy régi térképen

## Nevezetességek
- Pontusi kövületek lelőhelye